# Aethiopsestis
Aethiopsestis és un gènere de papallones nocturnes de la subfamília Thyatirinae de la família Drepanidae.

## Taxonomia
- Aethiopsestis austrina Watson, 1965
- Aethiopsestis echinata Watson, 1965
- Aethiopsestis mufindiae Watson, 1965